# Besymjanka (Kaliningrad)
Besymjanka (russisch Безымянка, deutsch Nuskern) ist ein Ort in der russischen Oblast Kaliningrad und gehört zur kommunalen Selbstverwaltungseinheit Stadtkreis Selenogradsk im Rajon Selenogradsk.

## Geographische Lage
Besymjanka liegt etwa sechs Kilometer südöstlich der Rajonstadt Selenogradsk (Cranz) unmittelbar nordöstlich des Primorskoje Kolzo (Küstenautobahnring) und ist über eine Stichstraße vom Zubringer für diesen aus Selenogradsk (Teil der Föderalstraße A 217) zu erreichen. Die nächste Bahnstation ist Muromskoje (Laptau) an der Bahnstrecke Kaliningrad–Selenogradsk–Primorsk. 

## Geschichte
Das früher Nuskern genannte Gutsdorf wurde 1343 gegründet. Am 17. Juli 1896 wurde entschieden, das die – alle dem Majoratsbesitzer Adolf Tortilowicz von Batocki-Friebe in Bledau gehörenden – Besitzungen Nuskern, Wickiau, Wiskiauten und Wosegau gemeinsam den Gutsbezirk Wosegau bilden und damit auch dem Amtsbezirk Wosegau im Landkreis Fischhausen (1939 bis 1945 Landkreis Samland) im Regierungsbezirk Königsberg der preußischen Provinz Ostpreußen zugeordnet waren.
Am 1. Januar 1929 schlossen sich das Vorwerk Nuskern des Gutsbezirks Wosegau und die Landgemeinde sowie der Gutsbezirk Laptau zur neuen Landgemeinde Laptau zusammen.
Als 1945 das nördliche Ostpreußen zur Sowjetunion kam, war auch Nuskern davon betroffen. Der Ort erhielt 1947 die russische Bezeichnung „Besymjanka“. Gleichzeitig wurde der Ort in den Dorfsowjet Cholmski selski Sowet im Rajon Primorsk eingeordnet. Im Jahr 1959 gelangte der Ort in den Muromski selski Sowet.
Von 2005 bis 2015 gehörte Besymjanka zur Landgemeinde Kowrowskoje selskoje posselenije und seither zum Stadtkreis Selenogradsk.

## Kirche
Die bis 1945 mehrheitlich evangelische Einwohnerschaft des Gutsdorfs Nuskern war in das Kirchspiel Laptau (heute russisch: Muromskoje) eingepfarrt. Es gehörte zum Kirchenkreis Königsberg-Land II innerhalb der Kirchenprovinz Ostpreußen der Kirche der Altpreußischen Union. Letzter deutscher Geistlicher war Pfarrer Alexander Ogilvie. Heute liegt Besymjanka im Einzugsbereich der in den 1990er Jahren neu entstandenen evangelisch-lutherischen Gemeinde in Selenogradsk (Cranz). Sie ist eine Filialgemeinde der Auferstehungskirche in Kaliningrad (Königsberg) in der Propstei Kaliningrad der Evangelisch-lutherischen Kirche Europäisches Russland.